# Grächen
Grächen é uma comuna da Suíça, no Cantão Valais, com cerca de 1.386 habitantes. Estende-se por uma área de 14,29 km², de densidade populacional de 96,8 hab/km².  Confina com as seguintes comunas: Eisten, Embd, Sankt Niklaus, Stalden, Törbel.
A língua oficial nesta comuna é o Alemão.